# یاپیکس

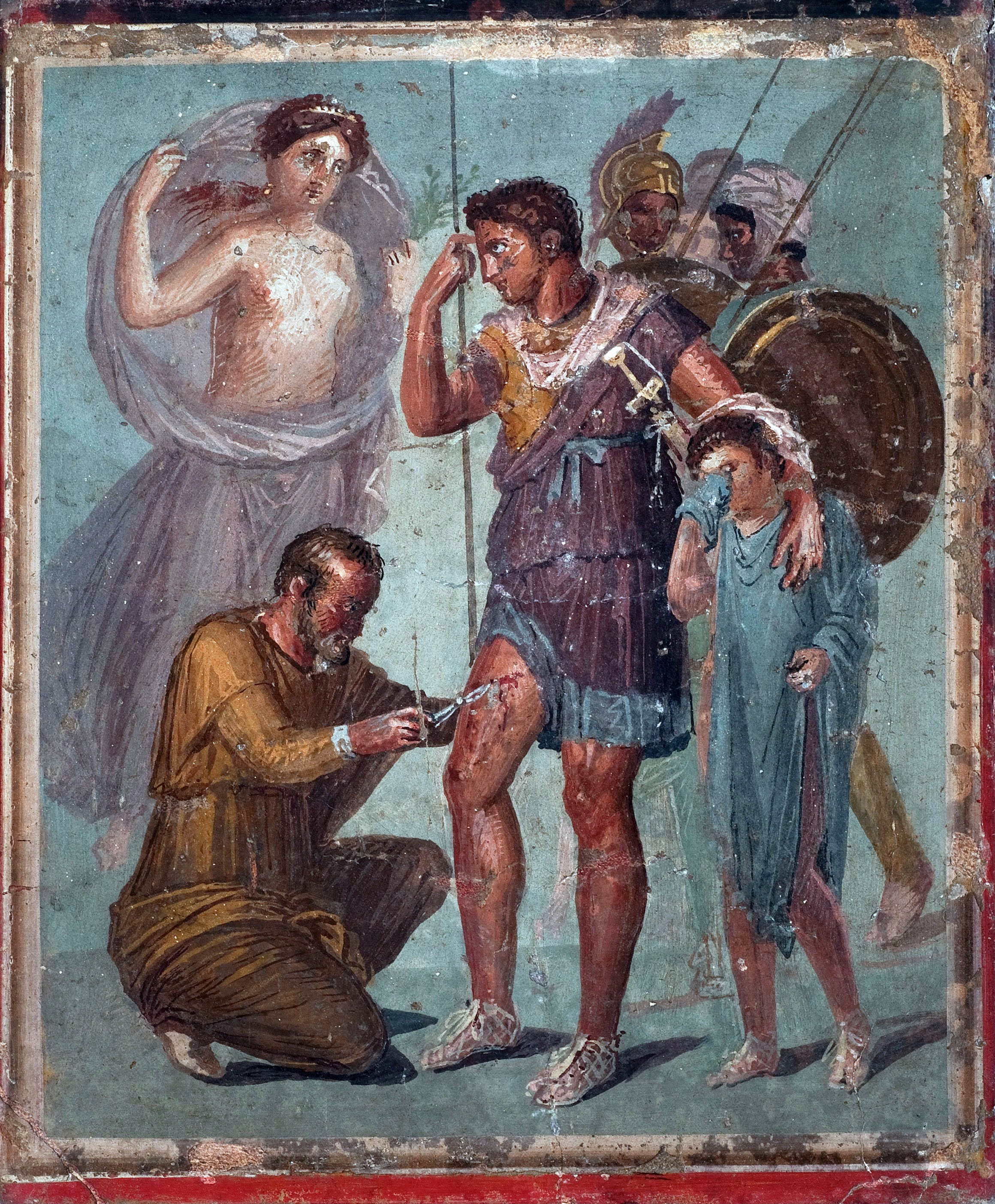
یاپیکس، تیری را از پای آینیاس خارج می‌کند، در حالیکه پسر آینیاس، اسکانیوس (یا لولوس) در کنار پدرش اشک می‌ریزد.

در یونانی و اساطیر روم، یاپیکس، یاپوکس یا یاپیس، محبوب آپولون بود. خداوند مایل بود تا پیامبری، دوستی و سایر مواهب خود را به او اعطا کند؛ اما یاپیکس، خواستار طول عمر پدرش بود و به هنر شفا دادن بیش از هر چیز دیگری علاقه داشت.
ویرژیل در انه‌اید (جلد ۱۲: ۳۹۱–۴۰۲) به شفادهندگی او برای آئنیاس در جنگ تروآ اشاره می‌کند و پس از جنگ به ایتالیا می‌گریزد و پولیا (ایتالیا) را تأسیس می‌کند.
نسب او مشخص نیست و می‌تواند یکی از موارد زیر دربارهٔ او صادق باشد:
- یکی از فرزندان لاسوس،[۱] یا
- پسر لیکاون و برادر داونیوس و پوستیوس (مهاجران به ایتالیا)،[۲] یا
- یکی از مهاجران به ایتالی با نام لاپیگس، یا
- یکی از فرزندان دایدالوس، که یا
- از همسرش و برادر تنی ایکاروس؛[۳] یا
- از زن مهاجر دیگر است.[۴]

یاپیکس همچنین نام یک خدای باد یونانی کوچک، یا باد شمال- غرب یا غرب- شمال است.